# Sciorlite
La sciorlite o schiorlite (o schörl, schörlite o tormalina nera) è una specie minerale appartenente al gruppo delle tormaline, nella classe dei silicati, ordine dei ciclosilicati.

## Abito cristallino
Sistema cristallino esagonale. I cristalli hanno una forma prismatica con un prisma triangolare predominante e un prisma esagonale subordinato. Presentano un colore nero e una lucentezza vitrea. Si presenta anche in forma massiva, grossolana o colonnare.

## Origine e giacitura
La tormalina ferrifera nera (schorl) è la varietà più comune di tormalina, solitamente associata a microclino, albite, muscovite e quarzo. La sua genesi è legata a metamorfismo da contatto in rocce incassanti, a pegmatiti granitiche e come minerale accessorio in rocce magmatiche e metamorfiche.